# Pacifische boomkikker
De Pacifische boomkikker (Hyliola regilla) is een kikker uit de familie boomkikkers (Hylidae). De soort werd voor het eerst wetenschappelijk beschreven door Spencer Fullerton Baird en Charles Frédéric Girard in 1852. Oorspronkelijk werden de wetenschappelijke namen Hyla regilla en later Pseudacris regilla erkend. Deze namen duiken hierdoor vaak op in de literatuur.

## Uiterlijke kenmerken
De Pacifische boomkikker kan een lichaamslengte bereiken van 2,5 tot 4,8 centimeter, de vrouwtjes worden groter dan de mannetjes. De lichaamskleur is lichtbruin tot zeer donkerbruin met kleine, ronde donkere vlekjes op de rug en licht gebandeerde poten. De voornaamste kenmerken zijn de Y-vormige vlek op de kop tussen de ogen en de donkere oogstreep, die bij donker gekleurde exemplaren niet altijd goed te zien is. Ook kan deze soort vrij snel van kleur veranderen, maar het patroon van vlekken blijft intact.

## Verspreiding en habitat
Deze kikker leeft in een brede strook van de Pacifische kust van de Verenigde Staten en deels in Canada en Mexico. De habitat beslaat allerlei biotopen van grasland tot bosranden, maar geen dichte vegetatie. Meestal wordt de begroeide oever vlak langs de waterkant met lage vegetatie uitgekozen om in te schuilen en te jagen. Deze soort kan tot 3500 meter boven zeeniveau gevonden worden wat uitzonderlijk is voor een boomkikker. Het is een zwervende kikker die ondanks dat het boomkikkers zijn voornamelijk op de bodem leven; hechtschijven zijn dan ook zeer klein en nauwelijks te zien.

## Levenswijze
De paartijd start in november en eindigt rond juli, en deze soort staat erom bekend de eitjes in licht brak water te leggen, waar eitjes van andere soorten juist niet goed tegen kunnen. De vrouwtjes kunnen wel 600 eitjes leggen die in groepjes van 20 tot 30 worden afgezet tegen waterplanten of op de bodem van een waterpartij.
Het voedsel bestaat uit kleine ongewervelden, voornamelijk insecten als kevers, mieren en spinnen, de kikkervisjes eten algen en kleine micro-organismen.